# 빌헬름 릴리에보리

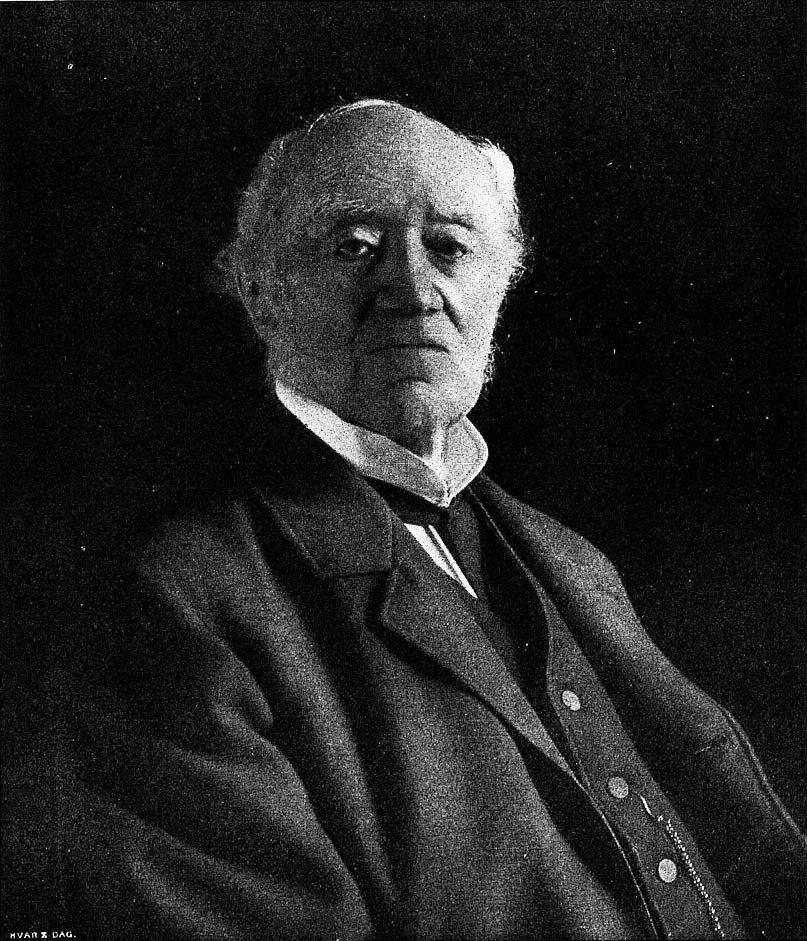
빌헬름 릴리에보리

빌헬름 릴리에보리(Vilhelm Lilljeborg, 1816–1908)는 스웨덴의 동물학자이다. 지각아목과 대왕고래속 동물들에 관한 연구로 특히 유명하다. 1861년부터 스웨덴 왕립 과학 아카데미 회원이었다.